# Éditions Matériologiques
Les Éditions Matériologiques sont une maison d'édition française créée en 2010, qui publie des livres et des revues en sciences, histoire et philosophie des sciences.

## Histoire
Éditeur indépendant ouvert en 2010 par les fondateurs de l’Association pour les études matérialistes (AssoMat), les Éditions Matériologiques ont été créées à la suite de la suppression de la collection « Matériologique » des éditions Syllepse qui ont changé leur politique éditoriale en 2009.
Après trois années uniquement sous forme électronique, les publications sont également proposées en édition papier depuis septembre 2013.
Les Éditions Matériologiques proposent des ouvrages répartis dans plusieurs collections. 
Elles publient en mai 2012 la première traduction en français de La Lutte des parties dans l’organisme de Wilhelm Roux.
Elles éditent également quatre revues dont : Matière Première (anciennement aux éditions Syllepse) ; depuis octobre 2012, PSN,  Psychiatrie - Sciences humaines - Neurosciences ; depuis décembre 2013, Biosystema, revue de la Société française de systématique.
En mai 2020, les Éditions Matériologiques avaient à leur catalogue 8 collections, 4 revues, et avaient publié une centaine d'ouvrages et plus de 600 auteurs.

### Quelques auteurs publiés
Cette maison d'édition pluridisciplinaire regroupe des spécialistes de différentes générations dont des jeunes chercheurs.
Parmi les auteurs qui participent à la vie des éditions figurent notamment Nicolas Baumard, Guillaume Beslon, Jean-Pascal Capp, Pascal Charbonnat, François Chatelain, Christine Clavien, Antoine Coulon, Florian Cova, Philippe Descamps, Jean-Claude K. Dupont, Luc Faucher, Alexandra Fuchs, Olivier Gandrillon, Jean Gayon, Mathieu Gineste, Jérôme Glisse, Simon Gouz, Vincent Guillin, Thomas Heams, Jean-Jacques Kupiec, Bertrand Laforge, Guillaume Lecointre, Laurent Le Guillou, Thierry Martin, Alberto Masala, Camila Mejia-Perez, Francesca Merlin, Michel Morange, Hicham Naar, Ruwen Ogien, Andras Páldi, François Pépin, Jérôme Ravat, Alex Rosenberg, Marc-André Selosse, Marc Silberstein, Franck Varenne.

## Gouvernance
En 2023-2025, le conseil d’administration est constitué de Samuel Alizon, Olivier Brosseau, Fanny Chambon, Mohamed El Khebir, Thomas Heams, Philippe Huneman,  Hubert Krivine, Gérard Lambert , Guillaume Lecointre, Patrick Miroux, Anne-Lise Rey, Marc Silberstein, Franck Varenne.